# Brahmo Samaj

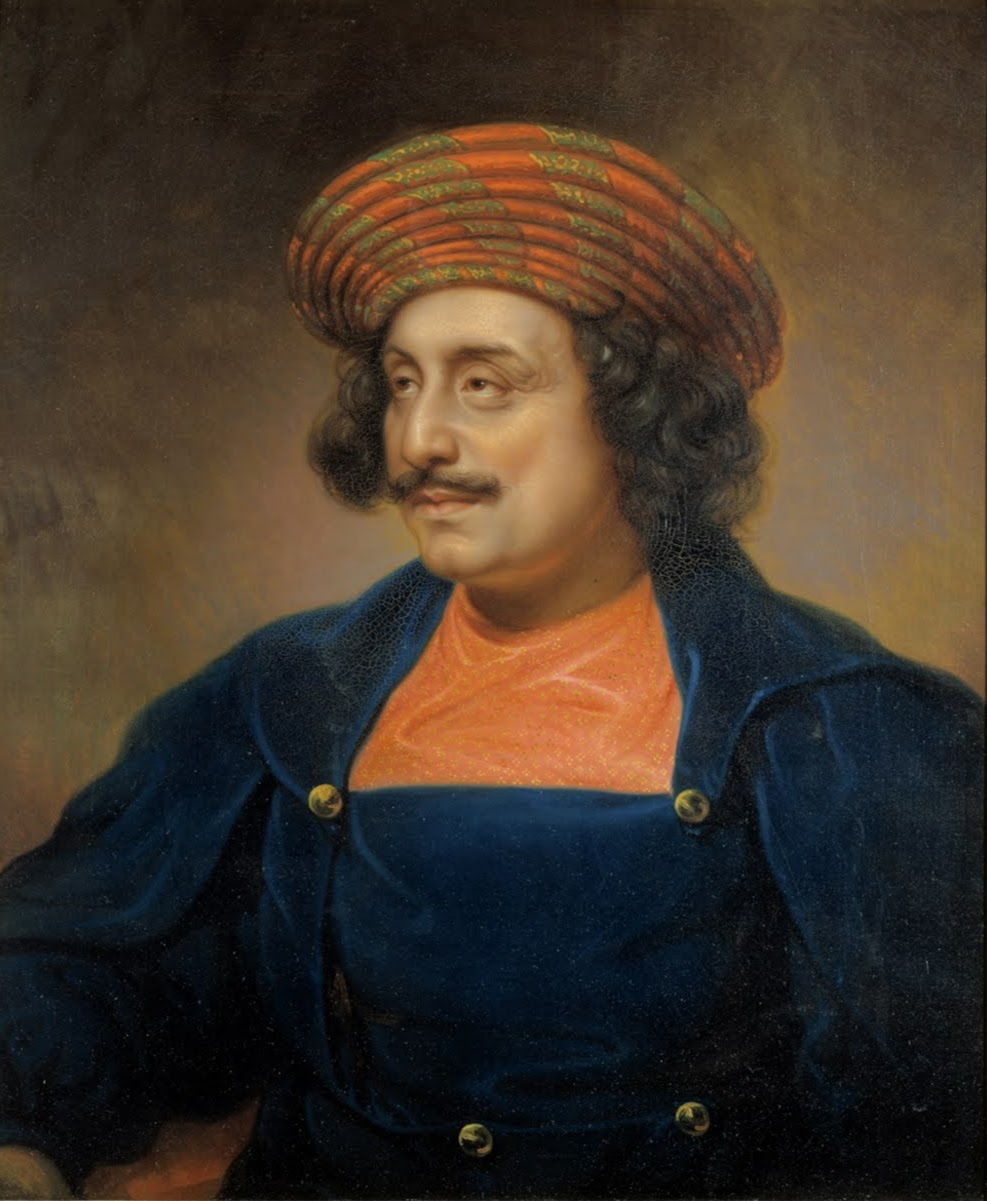
Peinture de Rembrandt Peale représentant Raja Ram Mohun Roy, 1833.

Le Brahmo Samaj (trad. litt. : Société de Dieu) est un mouvement religieux théiste fondé en 1828 à Calcutta par Râm Mohan Roy.

## Principes
Les brahmo samaj n'acceptent pas l'autorité des vedas ni ne croient pas aux avatars (incarnations). Les notions de karma (effet sur le présent des actes passés) ou de saṃsāra (processus de mort et de renaissance) y sont peu développées. Le brahmo samaj rejette les rituels hindous, adoptant certaines pratiques chrétiennes. Influencée par l'islam et le christianisme, les brahmos dénoncent le polythéisme, le culte des images et le système des castes, et ils promeuvent la méditation comme l'essence de la vie spirituelle. « On se réunit dans une salle nue, dépourvue de toute imagerie religieuse, et la seule forme de culte toléré est le chant commun d'hymnes et de prières, pourvu que ces textes soient (ou paraissent être) d'inspiration monothéiste ».
Si ce mouvement a connu un succès considérable avec ses programmes de réforme sociale (action philanthropique, émancipation de la femme), il n'a jamais bénéficié d'une adhésion populaire.
Si Râm Mohan Roy voulait réformer l'hindouisme de l'intérieur, son successeur, Debendranath Tagore, s'en détacha. Il tenta toutefois de conserver certaines des coutumes hindoues traditionnelles, et un groupe radical dirigé par Keshub Chandra Sen (en) fit sécession et organisa le Brahmo Samaj d'Inde en 1866 (le groupe plus ancien fut connu sous le nom d'Adi, c'est-à-dire le brahmo samaj original). La nouvelle branche devint éclectique et cosmopolite et très influente dans la lutte pour la réforme sociale. Elle parraina la société de tempérance Band of Hope (en), encouragea l'éducation des femmes et fit campagne pour le remariage des veuves (et non le sati, sacrifice des veuves qui se jettent dans le bûcher crématoire de leur époux). Elle milita aussi pour une législation visant à empêcher les mariages d'enfants. Mais Keshub arrangea le mariage de sa fille avec le prince du Cooch Behar, tous deux mineurs. Il allait ainsi contre les propres principes réformateurs qu'il professait, et nombre de ses disciples se rebellèrent, formant un troisième samaj (trad. litt. : société ou association), le Sadharan Brahmo Samaj, en 1878. Le Sadharan Samaj est progressivement revenu à l'enseignement des Upanishad et a poursuivi son travail de réforme sociale.
Bien que le mouvement ait perdu de sa force au XXe siècle, ses principes sociaux fondamentaux ont été acceptés, du moins en théorie, par la société hindoue.